# 七王国の玉座
『七王国の玉座』（しちおうこくのぎょくざ、A Game of Thrones）は、ジョージ・R・R・マーティン著のファンタジー小説シリーズである『氷と炎の歌』の第1部である。1997年のローカス賞 ファンタジイ長篇部門を受賞している。
本シリーズの第1部（本作）から第3部には岡部宏之による旧版と、酒井昭伸による新訳語を用いた改訂新版が併存し、両版の間では多くの語彙の日本語訳が変更されているため、以下においては新訳語を用い、記事中、初出の語彙には括弧内に旧訳語を示す。
この作品では、多くの登場人物の視点から多くの物語の筋が示され、ウェスタロスの諸名家、〈壁〉、そしてターガリエン家の物語が始まる。
この作品に基づいて多くのスピンオフ作品が生み出されている。カードゲーム、ボードゲーム、ロールプレイングゲームなどである。また2011年にHBOで放送が始まり、日本でも2013年1月から放送されたテレビシリーズ『ゲーム・オブ・スローンズ』の第一シーズンの原作となっている。

## あらすじへの手引き
『氷と炎の歌』シリーズは、中世ヨーロッパを思い起こさせるが、魔法が実在し、ひとつの季節が何年も続く架空の世界を舞台とし、混乱の中にある王国の玉座を巡る争いをたどる。物語には三つの筋がある。ウェスタロス大陸における〈鉄の玉座〉を巡っての内戦、ウェスタロス北部の〈壁〉における極北からの侵略との戦い、そして東の大陸エッソスにおける、ターガリエン家の〈鉄の玉座〉復帰を目指す探求である。

## あらすじ
ウェスタロスでは内戦が始まり、スターク家の子らは散り散りになる。サンサはキングズランディングでラニスター家のもとに取り残され、アリアは父親が逮捕処刑を見て脱出し、ブランは負傷してウィンターフェルに留まり、私生児のジョンは〈壁〉に向かうが、〈壁〉の北側では〈異形〉(〈異形人〉)が再び現る。狭い海の向こう側に亡命していたデナーリス(デーナリス)は苦難の後にドラゴンを得る。
『七王国の玉座』は三つの主要な物語の筋を並行して追いかける。

### 七王国において
ロバート・バラシオン王が、ウェスタロスの七王国の系譜を継ぐ名家であり、北部の統治者であるスターク家の古からの本拠地であるウィンターフェルに、エダード・スターク公を訪ねるところに物語は始まる。篤い信頼を寄せるエダードに、ロバート王は宰相である〈王の手〉の地位につくことを請う。妻キャトリン（ケイトリン）に妹ライサ（リサ）から手紙が届き、前の〈王の手〉である亡夫ジョン・アリンがラニスター家に殺されたと書いてよこす。キャトリンがジョン・アリンの死の調査を願ったため、エダードは〈王の手〉となることを承知する。
スターク家が南に向かう前に、エダードの3番目の息子ブランは王妃サーセイとその双子の弟ジェイミー（ジェイム）の近親相姦の場面を目撃してしまい、ジェイミーに窓から突き落とされて重傷を負う。キャトリンは息子を看護するためウィンターフェルに残る。暗殺者が再びブランの命を狙ったため、キャトリンは夫が王都キングズランディングで危険にさらされていると思い、警告するために密かに王都に向かう。そして王都においてピーター・ベイリッシュ（ベーリッシュ）、またの名をリトルフィンガー、と出会う。ピーターは幼いころキャトリンに恋していた人物で、サーセイの弟ティリオンがブランの暗殺の試みの裏にいると言う。キャトリンは帰りの旅の途中でティリオンを捕え、妹ライサの住む高巣城（アイリー）に連れていく。ライサはティリオンを処刑しようとするが、ティリオンは決闘裁判を要求し、意外にもティリオンの擁護者となったブロンが勝利し、ティリオンは再び自由になる。
エダード公は王都キングズランディングに娘のサンサとアリアを伴って旅する。13歳のサンサはロバート王の12歳の息子であり世継ぎである ジョフリーと婚約する。ロバート王は自堕落となり統治に興味を失っているが、エダードは〈王の手〉の義務を果たそうと尽くす。エダードは、ロバートの子達の父親が実はジェイミーであることを知るが、この事実を告げる前に、ロバートは狩りで死んでしまう。ロバートの末弟レンリー 公は、ラニスター家が動く前に、協力してサーセイとその子らを監禁して玉座を支配下に置くべきだと申し出るが、エダードは不名誉な行動だとして退ける。代わりに、リトルフィンガーに命じて〈王都の守人〉（都市警備隊）にサーセイを逮捕させ罪に問おうとするが、リトルフィンガーに裏切られる。エダードは逆に逮捕され、サンサは監禁されるが、アリアは脱出する。
サーセイの長男であるジョフリーが王位を継ぎ、エダードを死刑に処す。ここで〈五王の戦い〉と後に称される内戦が突発する。サーセイとジェイミーの父であるタイウィン公は、キャトリンがティリオンを逮捕したことへの報復として、スターク家とタリー家らに対して、戦争を始める。エダードの二番目の息子ロブ・スタークは北部人の軍をリヴァーランドに率いて母方の祖父であるホスター・タリー公とともに、父の敵を討とうとする。ジェイミー・ラニスターはリヴァーラン攻城戦を指揮し、タイウィンはトライデント河の南に大軍を置いてロブがキングズランディングに進攻するのを防ごうとする。ロブは大胆な作戦を図り、歩兵隊をタイウィン軍に向かわせながら、騎兵の別働隊を密かにリヴァーランに向かわせる。タイウィンは解放されたティリオンと合流し、スタークの歩兵を撃退するが、それが囮であることに気づくのが遅れる。ロブの軍勢は、リヴァーラン城を攻めるラニスター家のキャンプを急襲して崩壊させ、ジェイミーを捕虜にする。レンリー・バラシオン公はジョフリーが王の子でないことを公表し、ウェスタロスの王であると宣言して、この戦争における五王のうちの第二の王となる。スターク家とタリー家の旗主（旗手）たちがロブ・スタークを〈北の王〉と宣言した時、ロブは第三の王となる。

### 〈壁〉において
プロローグにおいて〈壁〉の向こうの北の荒れ地が紹介される。〈壁〉は、700フィート(210メートル)の高さで300マイル(480キロメートル)の長さに渡る、七王国を防御するために古代に築かれた氷の防壁であり、〈冥夜の守人〉(〈夜警団〉)の〈誓約の兄弟〉(ブラザー)が駐在する。〈壁〉の北側の無法地帯において、〈冥夜の守人〉の哨士 (突撃隊員)のパトロール小隊が〈異形〉(〈異形人〉)に遭遇し、一人の生存者を残して全員が殺される。エダードの私生児であるジョン・スノウは、〈冥夜の守人〉の哨士長 (一等突撃隊員)である叔父ベンジェンに刺激されて〈冥夜の守人〉に加わり〈壁〉に向かう。
〈壁〉において、ジョンは苛烈な教官に対抗して新募団員を団結させ、臆病ではあるが善良なサムウェル・ターリーを保護する。ジョンは、優れた武技を生かして、〈誓約の兄弟〉の戦闘部隊である哨士に選ばれることを望むが、〈冥夜の守人〉の総帥 (司令官)であるジオー・モーモント付きの雑士 (執事隊員)にまわされる。ジョンは、サムが長老であるメイスター・エイモン(マイスター・エーモン)付きの雑士となるように取り計らう。一方、ベンジャミン・スタークは〈壁〉の向こうに哨士の小隊を率いて向かうが、戻って来ない。六か月も経って、ベンジャミンの小隊の二人の死骸が見つかるが、夜に〈亡者〉として甦る。〈亡者〉は傷を受けてもひるまず、6人を殺すが、ジョンは〈亡者〉を倒して総帥モーモントを救う。命を救ってもらったことに感謝して、モーモントはジョンに、家宝であるヴァリリア鋼の長剣ロングクロウを贈る。剣には、スターク家の紋章であり、ジョンのダイアウルフであるゴーストを象徴する、白いダイアウルフの頭の形をした剣柄が付けられている。
父親の処刑の知らせが伝わった時、ジョンは〈冥夜の守人〉を去り、腹違いの兄ロブのラニスター家に対する戦いに加わろうとするが、仲間の〈誓約の兄弟〉達が説得して復帰させる。モーモントは、ジョンの居場所は〈誓約の兄弟〉の中にあり、玉座をめぐる戦争などは〈冬〉が北から招く邪悪には及びもしないと説く。

### 東方において
ヴィセーリス(ヴァイセリス)・ターガリエンは、13歳の妹デナーリスとともに、海の向こうの自由都市ペントスで、イリリオ・モパティスの庇護のもと追放者として暮らしている。ヴィセーリスは、ロバート王に簒奪されたエイリス(エリス)二世王の息子で世継ぎである。ヴィセーリスは妹を野蛮人で騎馬民族のドスラク人の族長であるカール・ドロゴに嫁がせる。ターガリエン家がウェスタロスの鉄の玉座を取り戻すため、ドロゴの軍を利用しようとしてのことである。結婚の贈物の中には3個の石化したドラゴンの卵がある。ウェスタロスから追放された騎士 サー・ジョラー・モーモントが、助言者としてヴィセーリスの一行に加わる。
意外なことに、デナーリスは野蛮人の夫を信頼して愛するようになり、ドスラクを統一すると予言されている子を身ごもる。ドロゴがウェスタロス侵略に興味を示さないため、怒りっぽいヴィセーリスは妹を打ちすえる。最初のうちドロゴは妻へのヴィセーリスの仕打ちに耐え、罰として人の面前で恥をかかせるだけにとどめる。しかしヴィセーリスが人々の前で、妊娠したデナーリスを脅迫した時、ついに溶けた金の冠を頭にかぶせて処刑する。最後のターガリエンとして、デナーリスはウェスタロスの玉座への探求を引き継ぐことになる。
ウェスタロスからの暗殺者がデナーリスとその胎児を毒殺しようとして失敗する。ドロゴは怒りに燃え、復讐のためにウェスタロスを侵略することを承知する。侵略の資金のために村々を強奪するが、ドロゴは傷を負う。傷は悪化し、デナーリスは捕えた魔女(妖女)に血の魔法を使ってドロゴを救うよう命じる。魔女は裏切り、デナーリスの胎児を犠牲にして呪文を強化し、ドロゴを植物状態に陥れる。指導者を失ったドスラク人は散り散りになり、デナーリスはかつて誇りとした夫を憐れみ、窒息させて安楽死させる。復讐に燃えたデナーリスは、魔女をドロゴの火葬の薪に縛り付け、3つのドラゴンの卵を薪の上に置く。燃えさかる炎を見つめながら、デナーリスは炎の美しさに魅かれて火炎の中に歩み入る。デナーリスは焼け死ぬことなく、孵ったばかりの3頭のドラゴンをまとわりつかせながら、無傷で炎の中から現れる。残った数少ないドスラク人とサー・ジョラーはデナーリスに忠誠を誓う。初めての女のカール、そして世界が知るかぎり唯一のドラゴンの母となり、デナーリスはウェスタロスの玉座を取り戻すために自らの軍勢を作り上げることを決意する。

## 視点人物
各章は一人の視点人物の眼から描かれる。本作品は8人の登場人物と、プロローグでの一人のマイナーな人物の視点から描かれる。章の名前が視点人物を示す。
- プロローグ:ウィル、〈冥夜の守人〉の一員
- エダード・スターク公、北部総督、ウィンターフェルの領主、〈王の手〉
- レディ・キャトリン・スターク、タリー家の出身、エダード・スタークの妻
- サンサ・スターク、エダードとキャトリンの長女
- アリア・スターク、エダードとキャトリンの次女
- ブラン・スターク、エダードとキャトリンの次男
- ジョン・スノウ、エダード・スタークの私生児
- ティリオン・ラニスター、小人、サーセイ王妃の弟、タイウィン・ラニスターの息子
- プリンセス・デナーリス・ターガリエン、ストームボーン、ドラゴンストーンのプリンセス、兄ヴィセーリス・ターガリエンに次ぐターガリエン家の玉座の世継ぎ

## 日本語版

### 改訂新版
- 『七王国の玉座』（ハヤカワ文庫　改訂新版）上下巻 岡部宏之訳（名称の日本語訳は酒井昭伸訳に統一されている）、早川書房、
  - （上巻） ISBN 4150118450 、ISBN 978-4150118457、2012年3月23日刊行
  - （下巻） ISBN 4150118442 、ISBN 978-4150118440、2012年3月23日刊行

- 『七王国の玉座』（Kindle　改訂新版）上下巻 岡部宏之訳（名称の日本語訳は酒井昭伸訳に統一されている）、早川書房、
  - （上巻） 2012年8月1日刊行
  - （下巻） 2012年8月1日刊行

### 絶版
- 『七王国の玉座』（ハヤカワ文庫版）全5巻 岡部宏之訳、早川書房、
  - （第一巻） ISBN 4150115648 、ISBN 978-4150115647、2006年刊行
  - （第二巻） ISBN 4150115680 、 ISBN 978-4150115685、2006年刊行
  - （第三巻） ISBN 4150115737 、ISBN 978-4150115739、2006年刊行
  - （第四巻） ISBN 415011577X 、ISBN 978-4150115777、2006年刊行
  - （第五巻） ISBN 4150115826 、ISBN 978-4150115821、2006年刊行

- 『七王国の玉座』（上・下） 岡部宏之訳、早川書房、
  - （上巻） ISBN 415208457X 、ISBN 978-4152084576、2002年刊行
  - （下巻） ISBN 4152084588 、ISBN 978-4152084583、2002年刊行

## ドラマ
本作を原作として、HBOのドラマ・シリーズ『ゲーム・オブ・スローンズ』の第一シーズンが製作され、日本では2013年にスター・チャンネルで放送された。